# Polypogon limieri
Polypogon limieri is een vlinder uit de familie spinneruilen (Erebidae). De wetenschappelijke naam is voor het eerst geldig gepubliceerd in 2004 door Guillermet.
De soort komt voor in tropisch Afrika.